# أليكس يونغ (لاعب كرة قدم)
أليكس يونغ (بالإنجليزية: Alex Young)‏ (3 فبراير 1937 في المملكة المتحدة - 27 فبراير 2017 في المملكة المتحدة) هو مدرب كرة قدم ولاعب كرة قدم بريطاني في مركز الهجوم. شارك مع منتخب اسكتلندا لكرة القدم. أما مع النوادي، فقد لعب مع ستوكبورت كونتي وغلينتوران ونادي إيفرتون وهارت أوف ميدلوثيان ورابطة كرة القدم الاسكتلندية الحادية عشر ‏.

## وصلات خارجية
- أليكس يونغ على موقع قاعدة بيانات كرة القدم.إي يو (الإنجليزية)
- أليكس يونغ على موقع ناشيونال فوتبول تيمز (الإنجليزية)